# Ernst Behrens (Schriftsteller)
Ernst Behrens (* 5. November 1878 in Glückstadt; † 8. August 1970 in Elmshorn) war ein deutscher Heimatdichter und Schriftsteller des Niederdeutschen. Er verfasste amüsante Geschichten, deren Themen zum größten Teil aus seiner engeren Heimat stammten.

## Leben
Ernst Behrens wurde am 5. November 1878 in Glückstadt geboren. Nach Schulbesuch und Ausbildung war er von 1894 bis 1899 Angestellter der Elmshorner Kreditbank, dann am Amtsgericht und als Sparkassengegenbuchführer tätig. Anschließend war er 20 Jahre lang Stadtrevisor der Stadt Elmshorn und bis 1933 Mitglied des Stadtrates. Wegen seiner Mitgliedschaft in der SPD musste er diese Tätigkeit während der Zeit des Nationalsozialismus aufgeben. Er starb 1970 in Elmshorn.

## Werke
- Achtern Elvdiek, 1922
- Un achter düster Wulken liggt de golln Sünn, 1924
- Een vun de Landstrot, 1927
- Musik in Dörp, 1927
- Dörpmusik, 1936
- Bunt is dat Leben, 1949
- Am großen Strom
- Blang de Elv. Plattdeutsche Erzählungen

## Ehrungen und Gedenken
Im Jahr 1953 wurde Ernst Behrens zum Ehrenmaat des Elmshorner Heimatvereins „Tru un fast“ ernannt. Er erhielt als erster Bürger die Silbermedaille der Stadt Elmshorn; auch wurde ihm 1968 das Bundesverdienstkreuz am Bande verliehen. In Elmshorn, Uetersen und weiteren Orten sind Straßen nach Ernst Behrens benannt. Im Heimatmuseum „Konrad-Struve-Haus“ in Elmshorn gibt es eine „Ernst-Behrens-Stube“.